# Махмуд Аль-Марді
Махмуд Наєф Ахмад Аль-Марді (араб. محمود نايف احمد مرضي ; нар. 6 жовтня 1993, Акаба) — йорданський футболіст, нападник клубу «Аль-Хусейн» (Ірбід) і національної збірної Йорданії.

## Клубна кар'єра
Вихованець клубу «Аль-Вахдат», але на дорослому рівні дебютував у клубі «Іттіхад Аль-Зарка», де грав кілька місяців, а потім був відданий в оренду в «Аль-Шейх Хуссейн» на початку 2014 року. По завершенні оренди 29 травня 2014 року Махмуд приєднався до «Іттіхада Аль-Рамта».
На початку 2015 року перейшов до «Аль-Аглі» з Аммана. Після майже трьох років тут він у вересні 2017 року вперше переїхав за кордон, де став виступати за «Аль-Арабі» у Кувейті. Трохи більше ніж через два місяці він повернувся на батьківщину в грудні 2017 року і став виступати за «Аль-Файсалі».
1 серпня 2018 року Махмуд приєднався до «Аль-Джазіри», де провів три роки, після чого на початку 2021 року знову відправився за кордон, цього разу перейшовши у «Оман Клуб».
У квітні того ж року він повернувся до Йорданії, де недовго грав за «Ес-Салт», а у серпні приєднався до «Аль-Мухаррака» з Бахрейну. Тут він зі своєю командою також виграв Кубок АФК 2021 року. Махмуд демонстрував блискучу форму протягом усього турнірі і в півфіналі забив гол проти клубу «Кувейт СК», принісши перемогу з рахунком 2: 0, яка вивела клуб до фіналу. Там 5 листопада 2021 року Махмуд на 2-й хвилині матчу проти узбецького «Насафв» забив гол, допомігши команді перемогти і здобути трофей. За час виступив у клубі Махмуд також виграв Кубок Бахрейну 2021 року.
19 червня 2022 року Махмуд переїхав до Південно-Східної Азії, щоб підписати контракт з малайзійським клубом Суперліги Малайзії «Кедах Дарул Аман». У своєму другому матчі за клуб він зробив хет-трик проти камбоджійської команди «Вісакха» на груповому етапі Кубка АФК 2022 року.
На початку лютого 2023 року він повернувся на Аравійський півострів і підписав контракт з кувейтською «Аль-Кадсією», а вже 21 травня 2023 року Махмуд повернувся до Йорданії, приєднавшись до клубу «Аль-Хуссейн».

## Виступи за збірну
3 вересня 2015 року дебютував у складі національної збірної Йорданії під час матчу кваліфікації до чемпіонату світу 2018 року проти Киргизстану (0:0).
Його першим турніром став Кубок аравійських націй 2021 року, де він зі своєю командою дійшов до чвертьфіналу і в гру групового етапу проти Палестини (5:1) забив гол.
На початку 2024 року увійшов до заявки команди на Кубок Азії. Там Махмуд забив два голи в стартовій грі проти Малайзії (4:0). Загалом зіграв на турнірі у 6 іграх і став з командою віце-чемпіоном Азії.

## Досягнення
- Чемпіон Йорданії: 2018-19, 2023-24
- Володар Кубка Йорданії: 2018-19
- Володар Кубка АФК: 2021
- Володар Кубка Федерації футболу Бахрейну: 2021-22
- Володар Кубка Федерації футболу Кувейту: 2022-23
- Володар Суперкубка Йорданії: 2024